# Колон (департамент)
Коло́н (ісп. Colón) — один з 18 департаментів Гондурасу. Розташований на північному сході держави. Межує з департаментами Атлантида, Йоро, Оланчо та Грасіас-а-Діос. Має вихід до Карибського моря. Названий на честь Христофора Колумба.
Адміністративний центр — місто Трухільйо.
Утворений 1881 року.
Площа — 8875 км².
Населення — 284 900 осіб (2007).

## Муніципалітети
Департамент поділяється на 10 муніципалітетів:
1. Балфате
2. Боніто Орієнталь
3. Іріона
4. Лимон
5. Саба
6. Санта-Фе
7. Санта-Роса-де-Агюан
8. Сонагуера
9. Токоа
10. Трухільйо

| Гондурас | Це незавершена стаття з географії Гондурасу. Ви можете допомогти проєкту, виправивши або дописавши її. |